# Веприк (Киевская область)
Ве́прик (укр. Веприк) — село, входит в Фастовский район Киевской области Украины.
Население по переписи 2001 года составляло 1053 человека. Почтовый индекс — 08531. Телефонный код — 4565. Занимает площадь 4,92 км². Код КОАТУУ — 3224981601.

## Местный совет
08531, Київська обл., Фастівський р-н, с.Веприк, вул.Леніна,49

## История
В селе есть деревянная церковь Св. Параскевы. Она новая, но построена на старом кирпичном фундаменте. При её строительстве пытались воссоздать внешний вид храма-предшественника (1856), в котором когда-то проводил богослужения Кирилл Стеценко.
В XIX веке в селе Веприк была основана еврейская колония Образцовая для евреев-земледельцев.
В 1918 году в селе Веприк начала действовать «Просвита» во главе с преподавателем М. Артасевичем.
Веприк — очень древнее село возле Фастова, на части территории которого (и хутора Млинок) в древности существовало укреплённое поселение-городище. В летописях упоминается, как «урочище Веприн», которое своим названием обязано большому количестве кабанов в этом крае в то время, на которых охотились русские князья (хотя в селе старожилы рассказывают также легенду о мифическом казаке Вепре, который первым в казацкое время облюбовал это место).
В книге историка Павла Клепатского «Очерки по истории Киевской земли. Литовский период» отмечается, что около 1455 года киевский князь Олелько Владимирович своему верному слуге А. Сохновичу подарил поместье, в состав которого наряду с другими входили: «селище Белки, селище Мохнач, селище Веприк, селище Островы над Ирпенём и Унавой», что свидетельствует о факте существования села в XV веке.

## Известные люди
- В селе похоронены Кирилл Григорьевич Стеценко и его жена Евгения Антоновна, действует Мемориальный музей Стеценко.
- Родина олимпийского чемпиона Виктора Цыбуленко и одного из организаторов вооруженных сил Украины генерал-майора Николая Цыбуленко.
- Козаченко Леонид Петрович (род. 14 мая 1955) — украинский политик, общественный деятель, бывший вице-премьер-министр Украины.
- Косовский, Владимир Иванович — украинский поэт и писатель, общественный и культурный деятель.
- Синявский, Антон Степанович (1866—1951) — украинский политический и общественный деятель, экономико-географ, историк, экономист, педагог, доктор географических наук, профессор Киевского университета.